# Oratio (kirishitan)
オラショ (Orasho, Oratio) es el canto y oración de los kirishitan, los cristianos japoneses a lo largo de la era Edo.
La palabra original proviene del latín Oratio el cual significa oración. Oratio originalmente viene del canto católico pero hoy en día está camuflado por los sutras budistas.
Estos creyentes estuvieron cantando el Oratio en secreto por mucho tiempo manteniendo su fe y los tesoros de la sacristía, los rosarios y medallas, las pinturas de santos, la Cruz y el bautizo de niños recién nacidos.
El cristianismo fue prohibido en el siglo XVII y hasta que, tras dos siglos, la Restauración Meiji permitió de nuevo la llegada de misioneros cristianos. Muchos de estos cristianos regresaron a la iglesia católica, sin embargo hubo otros como es el caso de Nagasaki, en donde algunos cristianos siguieron manteniendo su fe y el oratio de manera oculta.